# Mariah K. Friedrich
Mariah Katharina Friedrich (* 8. September 1974 in Freiburg im Breisgau) ist eine US-amerikanisch-österreichische Schauspielerin.

## Leben
Ihre Ausbildung absolvierte Friedrich an der Hochschule für Musik und Darstellende Kunst Frankfurt am Main und am Lee Strasberg Theatre Institute in New York. Sie war fast zehn Jahre an verschiedenen deutschsprachigen Bühnen tätig. Bekannt wurde sie vor allem für ihre Rollen am Theater Osnabrück, an dem sie als Künstlerin der Spielzeit 2000/01 ausgezeichnet wurde. Seit 2005 ist sie als Film- und Fernsehdarstellerin zu sehen u. a. im Tatort: Gebrochene Herzen, Siska und Der Kriminalist. 2011 drehte sie für die ZDF-Reihe Katie Fforde. Ihr Kinodebüt gab sie 2007 im Film Stellungswechsel.
Friedrich ist verheiratet, hat drei Töchter und lebt in Großbritannien.

## Filmografie (Auswahl)
- 2005: Siska
- 2005: Tatort: Gebrochene Herzen
- 2007: Stellungswechsel (Kino)
- 2008: Jetzt oder Nie (Sat. 1)
- 2009: Der Kriminalist: Die vierte Gewalt
- 2011: Schloss Einstein
- 2011: Katie Fforde: Sprung ins Glück
- 2011: Heiter bis tödlich: Fuchs und Gans
- 2012: 5 Jahre (Kino)
- 2013: Small Hands in a Big War
- 2017: August in Berlin (Kino)[2]